# الضفيرة المساريقية العلوية
الضفيرة المساريقية العلوية هي استمرار للجزء السفلي من الضفيرة البطنية، حيث تتلقى فرعًا من تقاطع العصب المبهم الأيمن مع الضفيرة.
يحيط بالشريان المساريقي العلوي، ويرافقه إلى المساريقا، وينقسم إلى عدد من الضفائر الثانوية، والتي تتوزع على جميع الأجزاء التي يغذيها الشريان، وهي الفروع البنكرياسية إلى البنكرياس؛ والفروع المعوية إلى الأمعاء الدقيقة؛ والفروع اللفائفية القولونية، والمغص الأيمن، والمغص الأوسط، والتي تغذي الأجزاء المقابلة من الأمعاء الكبيرة.
الأعصاب المكونة لهذه الضفيرة بيضاء اللون ومتماسكة الملمس؛ وفي الجزء العلوي من الضفيرة بالقرب من منشأ الشريان المساريقي العلوي توجد العقدة المساريقية العلوية.

## صور إضافية

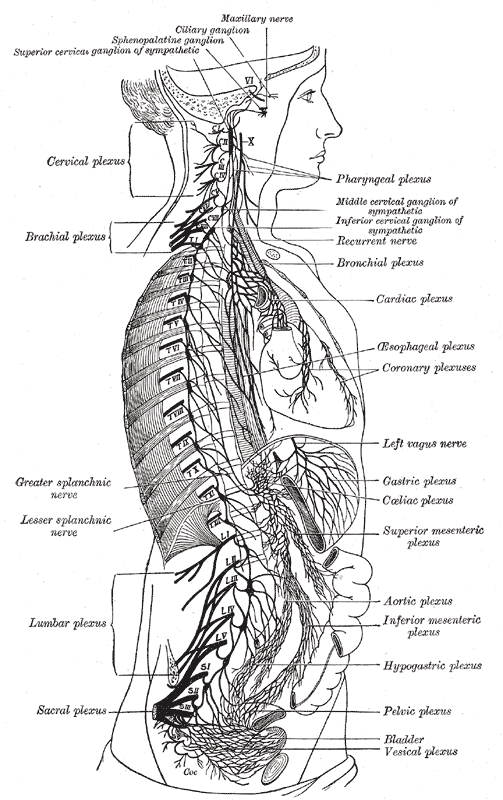
السلسلة الودية اليمنى وارتباطاتها مع الضفائر الصدرية والبطنية والحوضية.
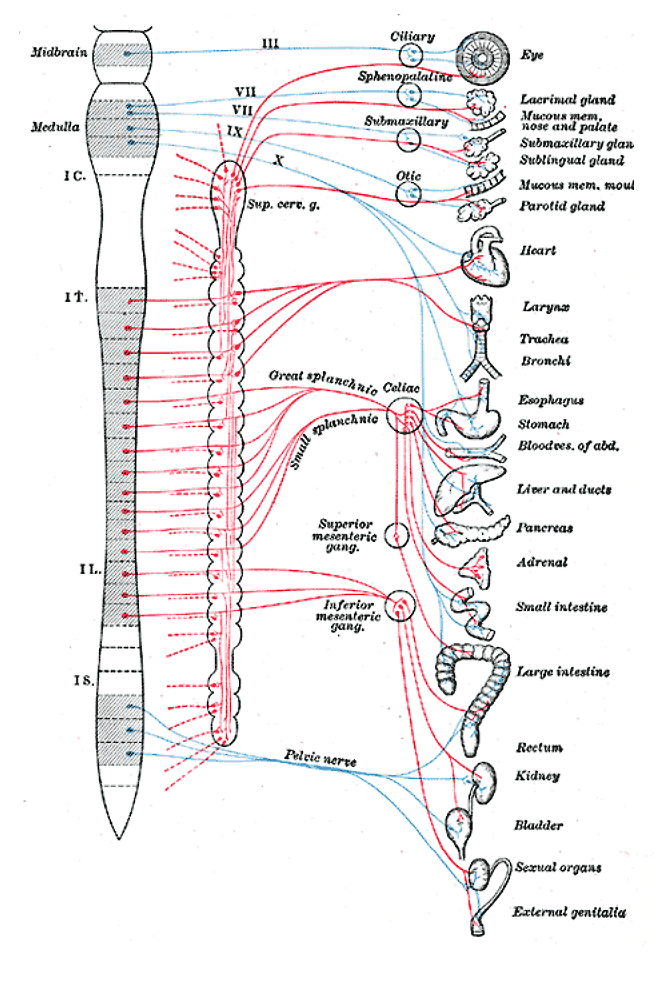
رسم تخطيطي للجهاز العصبي الودي الصادر.
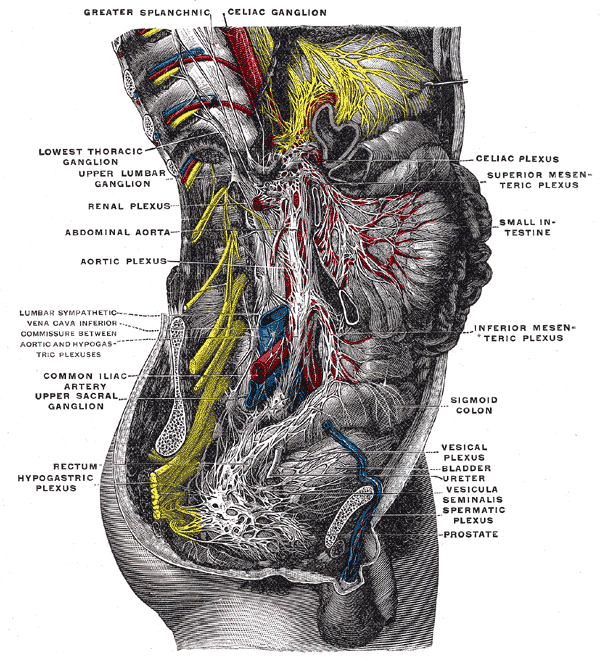
النصف السفلي من الحبل الودي الأيمن.

## روابط خارجية
- تشريح دارتموث figures/chapter_32/32-6.HTM

1. ↑  نموذج تأسيسي في التشريح، QID:Q1406710